# Antonio Trenidatstadion
Antonio Trenidat Stadion is een  sportstadion in Rincon, Bonaire. Het stadion wordt voornamelijk gebruikt voor voetbalwedstrijden van SV Real Rincon, SV Vespo en S.V. Uruguay.
In 2023 kreeg het voetbalveld een opknapbeurt om te voldoen aan de eisen voor de CONCACAF Nations League.